# Escaló
|  | Aquest article és sobre el poble d'aquest nom. Per a l'antic municipi, vegeu Escaló (antic municipi). |

Escaló és un poble del terme municipal de la Guingueta d'Àneu, a la comarca del Pallars Sobirà.
Fou cap d'un municipi independent fins que el 1971 va ser fusionat amb Jou i Unarre en el nou municipi. El 1847 el municipi inicial d'Escaló fou ampliat amb l'afegitó dels ajuntaments, tots ells creats el 1812, d'Escart i Estaron.
Està situat a l'extrem meridional de la Vall d'Àneu, de la qual es considera l'entrada natural pel sud. És a la dreta i a prop de la Noguera Pallaresa, al peu de la carretera C-13, en el seu punt quilomètric 151.
El poble, que destaca per la seva vila closa, té l'església parroquial de Santa Maria, actualment sense rector propi, regida des de la parròquia de Sant Vicenç d'Esterri d'Àneu. A cosa d'un quilòmetre al sud-est d'Escaló, a l'esquerra de la Noguera Pallaresa, hi ha l'antic monestir benedictí de Sant Pere del Burgal. En el camí vell d'Espot es troba, a més, les restes d'una capella romànica, a més de la de Sant Llorenç, també en ruïnes.

## Etimologia
Segons Joan Coromines, Escaló és un topònim romànic medieval, de la paraula llatina scala (mateix significat actual).

## Geografia
Situada a la dreta de la Noguera Pallaresa, la població d'Escaló domina un lloc clau a l'inici de la Vall d'Àneu, just a la boca de la vall del Riu d'Escart. Just passada la població en direcció nord-oest s'obre la Vall d'Àneu, la porta d'accés a la qual era constituïda pel castell d'Escaló i el monestir de Sant Pere del Burgal.

## Les cases del poble d'Escaló

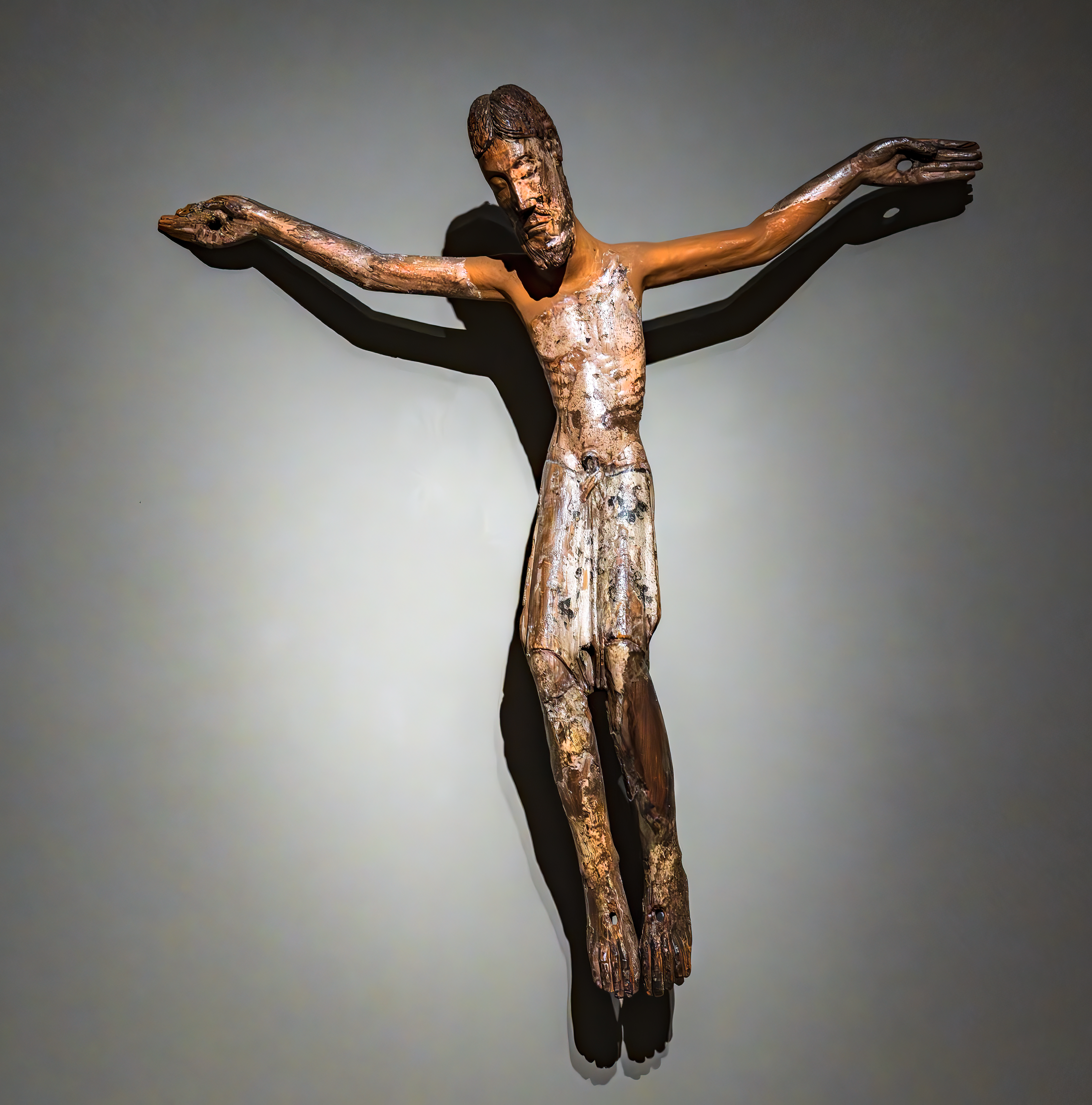
Crist d'Escaló, exposat al MNAC.

## Les cases del poble d'Escaló[4]
| - Casa Àngel - Casa Antonet - Casa Arrutllat - Casa Baster - Casa Barber - Casa Barbeta - Casa la Borda - Casa Cabaler - Casa Cardaire - Casa Carmeta | - Casa Campi - Casa de la Vila - Casa Cílio - Casa Cintet - Casa Cinto - Casa Cisquet del Sèrio - Casa Civil - Casa Codony - Casa Coixet - Casa Corrons | - Casa Escolà - L'Estanc - Casa Ferrer - Casa Fonte - Casa Fuster - Casa Gabriel - Casa Gassia - Casa Janroi - Casa Jaume - Casa Lluís | - Casa Mestre - Casa Moliner - Casa Oliaire - Casa Palmira - Casa Panxeta - Casa Pauet - Casa Peirot - La Rectoria - Casa Roi | - Casa Roiet - Casa la Rosa - Casa Sastre - Casa Soldat - Casa Tel - Casa Teixidor - Casa Vellet - Casa Verònica - Casa Xorra - Casa Queraltó - Casa Àneu - Casa Pixerriuca |

## Història

### Edat mitjana
Escaló fou un dels llocs claus, per la seva situació estratègica, del Comtat de Pallars. Tenia una constitució urbana sòlida, amb castell, del qual queda la torre, i vila closa. Esmentada des del segle xiii, Escaló participà en les lluites que visqué en aquella època el comtat. Actualment conserva l'estructura de vila closa.

### Edat moderna
En el fogatge del 1553, Escaló declara 24 focs laics i 3 d'eclesiàstics (uns 135 habitants).

### Edat contemporània
Pascual Madoz dedica un article del seu Diccionario geográfico... a Escaló. Hi diu que és una localitat que forma ajuntament amb Sant Pere del Burgal, situada en un pla a la dreta de la Noguera Pallaresa. La combaten els vents del nord i del sud, i el clima hi és fred, i produeix refredats, pulmonies i febres. Tenia en aquell 37 cases, presó i l'església parroquial de Santa Helena, servida per un rector ordinari, que té com a annex l'esmentat Sant Pere del Burgal. La terra és en part plana i en part muntanyosa, tot fluix i pedregós, amb algunes muntanyes al nord-est, sud i sud-est, amb boscos de pins, avets, alzines i roures. S'hi collia blat, sègol, ordi, patates, llegums, hortalisses i pastures abundants. S'hi criava bestiar vacum, de llana, porcs, mules i cavalls, i hi havia caça de llebres, perdius i aus de pas. S'hi pescaven truites i anguiles. Comptava amb 21 veïns (caps de casa) i 128 ànimes (habitants).

## La vila closa
Fruit de la seva importància medieval, Escaló conserva tota la vila closa, amb les cases disposades a l'entorn d'un sol carrer, corbat. Dos portals, possiblement protegit cadascun per una bestorre, permeten l'accés a l'interior del poble, amb l'església al nord, fora del clos de la vila. La distància interior entre els portals és d'uns 100 metres, i les cases són disposades a banda i banda del carrer, aproximadament una casa cada 5 metres de façana.

## Llocs d'interès
- Vila closa d'Escaló.